# エリーパワー
エリーパワー株式会社（英: ELIIY Power Co., Ltd.）は、東京都品川区に本社を置く電池メーカーである。2006年に設立され、リチウムイオン二次電池（LiB）の製造を行う。

## 歴史

### 前史、電気自動車開発
同社の電池開発は、1990年代の電気自動車（EV）開発ブームに源流を持つ。のちにエリーパワーの社長となる河上清源は大学時代よりEVに関心を持ち、同分野の研究者で慶應義塾大学名誉教授の清水浩のセミナーに参加した。河上は大学卒業後1995年より国立環境研究所のエコビークルプロジェクトの開発メンバーに加わった。1997年に、鉛蓄電池を搭載した2人乗りEV「ルシオール」を発表。次いで、清水がプロジェクトリーダーとなり河上が駆動系制御システムを担当した8人乗りEV「KAZ」はニッケル・マンガン混合系LiBを搭載した。国の提案型研究に応募して試作費用を調達してきたが、燃料電池自動車へのシフトが強まり、EV研究の枠は次第に減少した。民間企業の寄付金や受託研究によるほかなく、ある企業により、KAZの技術を使ってリニア実験線跡で行った自動運転車の受託研究もそうした一つである。ある日、研究室の学生の伝手で、住銀リース社長の吉田博一と会うことができた。首都高速道路でKAZの実車に試乗した吉田は、近未来的な車体と力強い加速に魅了され、のちに安全なLiBの開発に身をささげることとなる。民間から協賛企業を募るにあたり、「船頭多くして船山に上る」となる事態を避けるべく、小口の協賛を多く募集するのではなく大口の協力先を求めることとした。企業側にメリットがあることを示す方法として、中立的立場であるNHKとタイアップするアイデアが生まれた。KAZは滑らかな加速性能が大きな特徴であるが、テレビ番組で扱うにはインパクトが不足する。そこで、普通乗用車タイプの電気自動車を開発し、最高速度400km/hを前面に打ち出すこととした。車両開発費やテストコースでの評価試験費用、研究室の運営費など3億円の資金が必要となり、吉田がスポンサー探しを続けたところ、2003年初頭に大和ハウス工業とエネサーブがメインスポンサーを引き受けてもらうことができ、住友重機械工業とイエローハットもサブスポンサーに加わった。最終的には30社から賛同を得て、2台分の開発費に相当する5億円を集めることができた。吉田は駐日ハンガリー大使のジュディ・ゾルタン夫妻と会食する機会があり、夫人の名が「エリカ」であることを聞いて、新たな電気自動車の名を「エリーカ」とすることを思いついた。Electric Lithium-Ion Battery Carの頭文字は後付けである。NHKスペシャル「世界最速への挑戦～スーパー電気自動車誕生～」は2004年10月2日に放映され、当時の内閣総理大臣であった小泉純一郎や皇太子時代の徳仁・皇太子妃時代の雅子夫妻の試乗にもつながった。

### 電池メーカーへの道
EVの量産に向けた追加出資の交渉の場で、エネサーブ社長の深尾勲は「今後は自動車の開発に入ることになるが、我々が興味を抱いているのはリチウムイオン電池。この先の協力はご遠慮申し上げたい」と告げた。さらなる話し合いの結果、大型LiBの量産コストを下げるプロジェクトに対する支援を取り付けることができた。エリーカに搭載した日本電池製のLiBは協賛価格で2000万円で、高価格が課題となっていた。2004年5月26日、吉田を代表とする「L2（エルスクエア）プロジェクト」が発足。5000万円以上の協賛金を出すことのできる企業を募り、キックオフミーティングにはエネサーブ。大和ハウス工業、大日本印刷、竹中工務店、日本電池、東京電力が参加し、オブザーバーとしてコクヨが加わった。その後東京電力はオブザーバーに退き、コクヨがコアメンバーに加わった。さらにKDDI、三菱自動車工業、新電元工業、鹿島建設、橋本総業、ミツウロコ、中国電力がコアメンバー、国土交通省、経済産業省、大和証券SMBC、あずさ監査法人、三井住友銀行、ユアサロジテックがオブザーバーとして参加した。ところが、L2プロジェクト発足直後に日本電池とユアサコーポレーションが経営統合してジーエス・ユアサコーポレーション（GSユアサ）が誕生。鉛蓄電池を主力業務とする同社は、LiBとの整合が採れないとして、電池の試作を受託する条件で退会を申し出た。量産の見通しが立たなくなったことから、リコール隠しで低下した企業イメージ回復のためEV開発を急いでいた三菱自動車も2006年3月末でL2プロジェクトから離脱した。その後三菱自動車はGSユアサと組み、三菱商事を加えた3社で2007年12月にリチウムエナジージャパンを設立。2009年に世界初の量産型EV「三菱・i-MiEV」を発売した。
吉田は複数の大手電池メーカーや電機メーカーと折衝し、2006年2月には電池メーカーに生産を委託する話がまとまりかけたが、直前で覆る。「自分たちでLiBの生産を行うしかない」と吉田は決断した。新会社の設立準備は水面下で進められ、2006年9月28日に「エリーパワー株式会社」設立。その日は吉田の69歳の誕生日であり、会社設立に必要な厖大な事務作業を間に合わせた。
2023年11月14日、自動車メーカーのスズキはエリーパワーと追加出資および業務提携契約を締結し、筆頭株主となった。2024年現在、株式を上場していない。2017年に日本経済新聞社が実施した「NEXTユニコーン調査」によると推計企業価値は404億円で、3位であった。

## 社名とロゴマーク
社名はElectric Lithium-ionの頭文字に吉田のイニシャルのYを足し、LiBの持つ力を表すPowerを組み合わせた「ELIIY Power」と名付けられた。ロゴマークは、電池の正極・セパレーター・負極を表す3本の縦棒と、リチウムイオンを象徴するオレンジ色の星で構成される。縦棒は地球環境に配慮した製品づくりの意味を込めた青色、星印は五行思想を表す五芒星とし、全体は黄金比でまとめられた。

## 工場と研究所

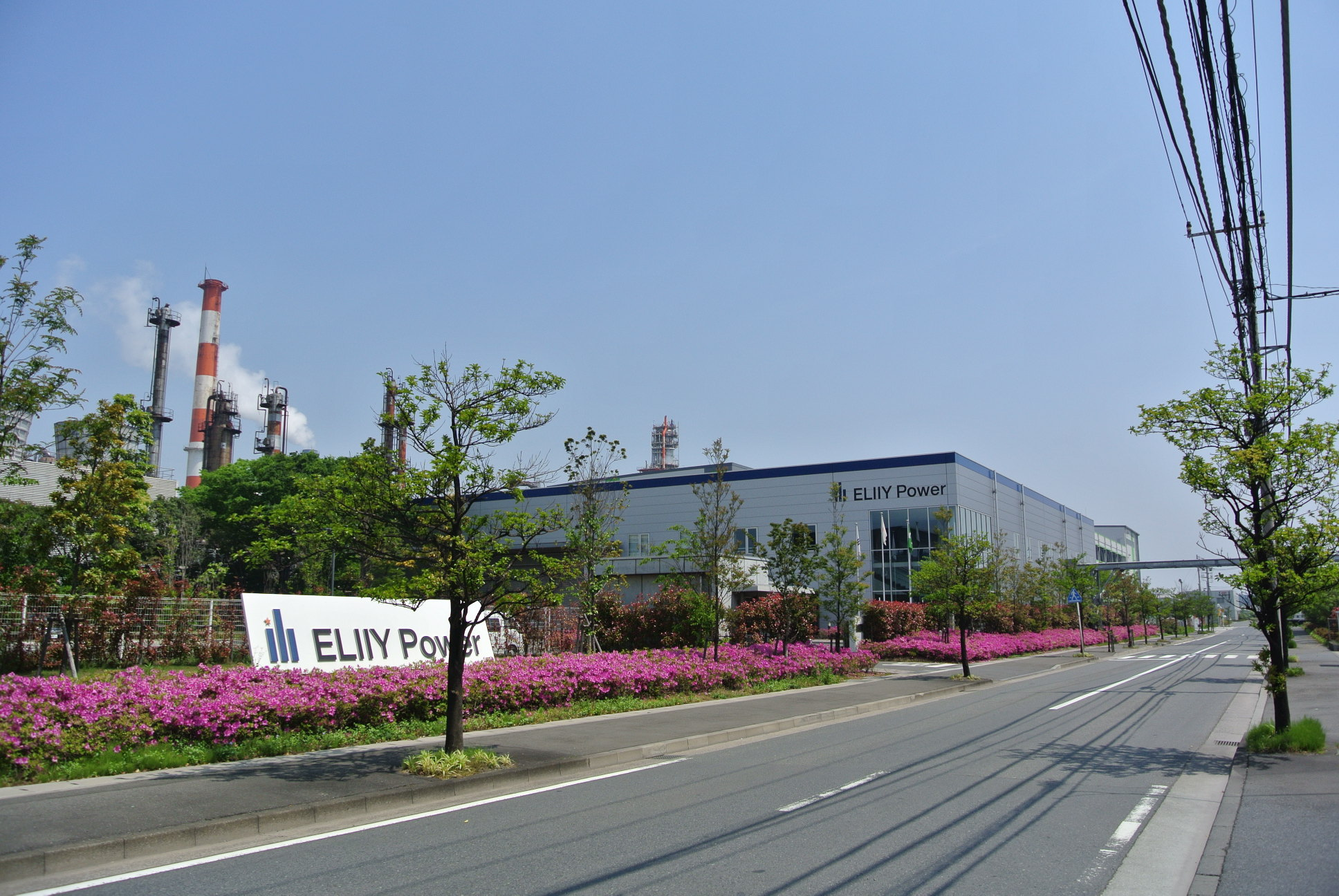
川崎工場

研究所の立地について、電池研究者を多く輩出する京都大学に近い関西地方を候補に考えた。ところが2008年5月に大株主となったシャープは、千葉県柏市の同社研究所の敷地を勧めた。創業当初に採用した技術者3名がいずれも関西出身であったこともあり、シャープの申し出を固辞し、2009年9月に滋賀県大津市に総工費6億円を投じ技術開発センターを開設した。のちの2013年に、シャープは経営再建策の一貫としてエリーパワーの株式を売却。その大部分は、電池のセパレーター部門を持つ東レが引き受けた。奇しくも、東レの基幹事業所である滋賀事業場は大津市内にあった。
L2プロジェクト当時より複数の自治体より工場の誘致があり、同プロジェクトの議事録には2007年7月18日に阿部孝夫川崎市長が幹部とともに訪問した記録が残る。研究所を関西に選んだのは、「工場を川崎にするなら研究所は関西に」という考えもあった。2008年7月30日、川崎市川崎区水江町の日立造船神奈川工場跡地への工場建設を発表。2010年4月に年間生産能力20万セルの川崎第1工場竣工。2012年6月には年産100万セルの川崎第2工場と事務棟が完成した。川崎工場は2012年度に第19回川崎市都市景観形成協力者表彰を受賞している。

## 製品
エリーパワーが創業して間もない頃。L2プロジェクトで実績のあったマンガン系の材料を使用したLiBの試作品で、過充電や釘を貫通させる実験を行ったところ、発火はせずわずかに白煙が出る程度であった。満足いくものができたと吉田は喜んだが、エリーパワーと大和ハウスの取締役を兼務する濱隆は「煙が出るような電池は、住宅には使えない」とダメを出した。社内の技術者より、当時の主流であった三元系に代えて、安全性が高いが当時まだ研究段階にあったオリビン構造を持つリン酸鉄リチウムを正極材に使用する提案があった。しかしエネルギー密度が不足し、電池のサイズが大きくなってしまう弱点がある。日本国内でリン酸鉄リチウムを研究している一社である住友大阪セメントの協力を得られることとなり、粒子の細かいその材料を均一に混ぜてアルミ箔に塗る工程では、株主でもある大日本印刷の協力の下で解決を見た。製造工程について、100万円の社長賞を提示して社内からアイデアを募ったところ、若手技術者から、屏風のように折り畳んだセパレーターの谷に当たる部分に正極と負極を交互に挟み込む案が出された。これにより製品中の密度を高めることができるとともに生産の自動化も可能となった。
2010年、容量2.5kWh・出力1kWh、キャスター付きで持ち運びの可能な蓄電システム「POWER YIILE（パワーイレ）」を発売した。社名のELIIYを逆に並べてYIILEとし、電力の入れ物の意味を持たせたネーミングである。POWER YIILEは2010年にグッドデザイン賞を受賞した。2012年に後継機種「パワーイレ・プラス」、2016年には出力を1.4kWhに向上した「パワーイレ・プラス」を発売。2013年には定置用蓄電システム「POWER iE 6（パワーイエ・シックス）」を発売した。
災害時における電源喪失に有効で、2011年の東日本大震災時の名取市役所では、パワーイレが携帯電話の充電や夜間照明に使用された。鬼怒川が氾濫した平成27年9月関東・東北豪雨では常総市役所に設置された大型蓄電システム「パワーストレージャー10」により市役所の機能を維持することができた。2016年の熊本地震では大和ハウス工業の戸建て住宅64棟に太陽電池と連携して設置されたPOWER iE 6により電化製品を使用することができた。